# یسیکا آرین
یسیکا آرین (اسپانیایی: Yesica Arrien‎؛ زادهٔ ۱ ژوئیهٔ ۱۹۸۰) بازیکن فوتبال اهل آرژانتین بود.
از باشگاه‌هایی که در آن بازی کرده‌است می‌توان به باشگاه فوتبال استودیانتس اشاره کرد.
وی همچنین در تیم ملی فوتبال زنان آرژانتین بازی کرده‌است.